# Rund um Köln 2023
Il Rund um Köln 2023, centocinquesima edizione della corsa, valevole come evento dell'UCI Europe Tour 2023 categoria 1.1, si svolse il 21 maggio 2023 su un percorso di 201,1 km, con partenza e arrivo a Colonia, in Germania. La vittoria fu appannaggio dell'olandese Danny van Poppel, il quale completò il percorso in 4h24'54", alla media di 45,549 km/h, precedendo i belgi Milan Menten e Jasper De Buyst.
Sul traguardo di Colonia 61 ciclisti, dei 140 partiti dalla medesima località, portarono a termine la competizione.

## Squadre e corridori partecipanti
| N.      | Cod. | Squadra                  |
| ------- | ---- | ------------------------ |
| 1-7     | BOH  | Bora-Hansgrohe           |
| 11-17   | ADC  | Alpecin-Deceuninck       |
| 21-27   | ARK  | Team Arkéa-Samsic        |
| 31-37   | DSM  | Team DSM                 |
| 41-47   | ICW  | Intermarché-Circus-Wanty |
| 51-57   | JAY  | Team Jayco AlUla         |
| 61-67   | COR  | Corratec Selle Italia    |
| 71-77   | LTD  | Lotto Dstny              |
| 81-87   | Q36  | Q36.5 Pro Cycling Team   |
| 91-97   | TNN  | Team Novo Nordisk        |
| 101-107 | TUD  | Tudor Pro Cycling Team   |

| N.      | Cod. | Squadra                    |
| ------- | ---- | -------------------------- |
| 111-117 | BAI  | Bike Aid                   |
| 121-127 | LTP  | Leopard Togt Pro Cycling   |
| 132-137 | PUS  | P&S Benotti                |
| 141-147 | RNO  | Rad-Net Oßwald             |
| 151-157 | SWT  | Santic-Wibatech            |
| 161-167 | SVL  | Saris Rouvy Sauerland Team |
| 171-177 | LKH  | Team Lotto-Kern Haus       |
| 181-187 | GSH  | Restaurant Suri-Carl Ras   |
| 191-197 | TSM  | Storck-Metropol Cycling    |
| 201-207 | ATT  | ATT Investments            |

## Ordine d'arrivo (Top 10)
| Pos. | Corridore          | Squadra     | Tempo    |
| ---- | ------------------ | ----------- | -------- |
| 1    | Danny van Poppel   | Bora        | 4h24'54" |
| 2    | Milan Menten       | Lotto       | s.t.     |
| 3    | Jasper De Buyst    | Lotto       | s.t.     |
| 4    | Mike Teunissen     | Intermarché | s.t.     |
| 5    | Robbe Ghys         | Alpecin     | s.t.     |
| 6    | Luca Mozzato       | Arkéa       | s.t.     |
| 7    | Pierre-Pascal Keup | Lotto-Kern  | s.t.     |
| 8    | Nils Politt        | Bora        | s.t.     |
| 9    | Kelland O'Brien    | Jayco       | s.t.     |
| 10   | Lucas Eriksson     | Tudor       | s.t.     |